# Edward Fraser Rowland
Pour les articles homonymes, voir Rowland.
Edward Fraser "Ted" Rowland (13 novembre 1911-4 janvier 2004) est un homme politique canadien de la Colombie-Britannique. Il est député provincial social-démocratique de la circonscription britanno-colombienne de Omineca de 1945 à 1949.

## Biographie
Né à Victoria en Colombie-Britannique, Rowland étudie sur place et dans le nord de la province. La famille s'installe ensuite à Rose Lake (en). Rowland sert outremer durant la Seconde Guerre mondiale.
Défait en 1949, il sert comme maître des postes à Rose Lake avant de s'installer à Burns Lake. Il sert également comme directeur chez BC Hydro.
Il tente sans succès un retour en politique en 1953.
Rowland meurt à Rose Lake en janvier 2004 à l'âge de 92 ans.